# Dachstein (Berg)
Der Dachstein ist der Hauptgipfel des Dachsteingebirges. Er hat die Form eines Doppelgipfels:
- Der Hohe Dachstein ist mit 2995 m ü. A.[1] der höchste Gipfel des Dachsteingebirges und gleichzeitig der höchste Gipfel der österreichischen Bundesländer Oberösterreich und Steiermark.
- Diesem ist nördlich in 400 m Entfernung der Niedere Dachstein mit einer Höhe von 2934 m ü. A. vorgelagert.

Durch seine Höhe und Attraktivität ist der Dachstein seit dem 19. Jahrhundert für Bergsteiger zum begehrten Ziel geworden, nachdem man lange den Grimming für den höchsten Berg der Steiermark hielt. Berühmt sind auch die rund 1 km hohen rötlichen Südwände aus Dachsteinkalk.

## Lage und Landschaft
Der Dachstein ist ein Berg der Nordalpen und darin nach der Parseierspitze in den Lechtaler Alpen (3036 m ü. A.) der zweithöchste Gipfel. Während der Niedere Dachstein zur Gänze in Oberösterreich liegt, verläuft über den Hohen Dachstein die Grenze von Oberösterreich zur Steiermark. 10 Kilometer nordnordöstlich befindet sich Hallstatt, rund 6½ Kilometer südöstlich liegt der Ort Ramsau, am Westrand das Lammertal.

### Höhe des Hauptgipfels
Für die Meereshöhe des Hohen Dachstein findet man, trotz bereits metergenauer Messungen seit der zweiten Hälfte des 19. Jahrhunderts, differierende Angaben. 1877, zur Eröffnung der Simonyhütte, wurde eine Karte mit der Höhenangabe 2996 m herausgegeben. Dagegen findet sich in der Alpenvereinskarte bis 1992 und im Dachsteinführer von Willi End in den Auflagen von 1973 und 1985 die Angabe 2993 m. Fremdenverkehrsprospekte aus dem Salzkammergut und aus Ramsau am Dachstein sowie Ansichtskarten geben bis in die 1990er-Jahre eine Höhe von 3004 m an. Darin vermuten manche Autoren den Wunsch der Touristiker, einen „echten“ 3000er-Berg im Einzugsgebiet anbieten zu können.
Die unterschiedlichen Höhenangaben können jedenfalls nicht auf unterschiedliche Höhensysteme in Österreich und Deutschland zurückgeführt werden, denn daraus ergibt sich eine maximale Höhendifferenzen von 34 cm.
Tatsächlich ist der Triangulierungspunkt der österreichischen Landesvermessung, der sich an der höchsten Stelle des Gipfels befindet, 2995,01 m hoch. Er ragt allerdings 12 cm über das natürliche Felsgelände hinaus, sodass sich die Höhe des Gipfels mit 2994,89 m ergibt. Das derzeit am Gipfel stehende Gipfelkreuz steht etwas tiefer und ist 5,49 m hoch, so erreicht seine Spitze eine Höhe von 3000,03 m.

### Gletscher
Am Dachstein liegen mehrere Gletscher:
Nordöstlich des Hauptgipfels erstreckt sich der Hallstätter Gletscher (historisch „Karlseisfeld“), östlich der Schladminger Gletscher, nordwestlich der Große und Kleine Gosaugletscher sowie der Schneelochgletscher. Alle befinden sich heute stark im Schwund, teils in Auflösung. Torsteingletscher (im Windlegerkar), Edelgrießgletscher (Südflanke des Koppenkarsteins) und die Felder in der Dachstein-Südwand (unterhalb der Windlücken) sind in den letzten Jahrzehnten weitestgehend verschwunden und nur mehr schuttbedeckte Toteisreste.
Wo das Eisfeld für das Skigebiet Dachsteingletscher genutzt wird, werden umfangreiche Erhaltungsmaßnahmen betrieben.
Etliche der Dachsteinseen sind Gletscherrandseen dieser Gletscher, insbesondere die Eisseen des Hallstätter Gletschers.
Während der Maxima der Eiszeiten war der vom Dachstein abfließende Traungletscher eines der ausgedehntesten Gletscherfelder der Ostalpen und hat das gesamte Salzkammergut grundlegend geprägt. Im Prinzip sind der Großteil aller Salzkammergutseen Gletscherseen des Dachsteingletschers: teils Randseen seiner Zungen, teils Toteislöcher oder postglaziale Moorseen.

## Erstbesteigung und touristische Erschließung

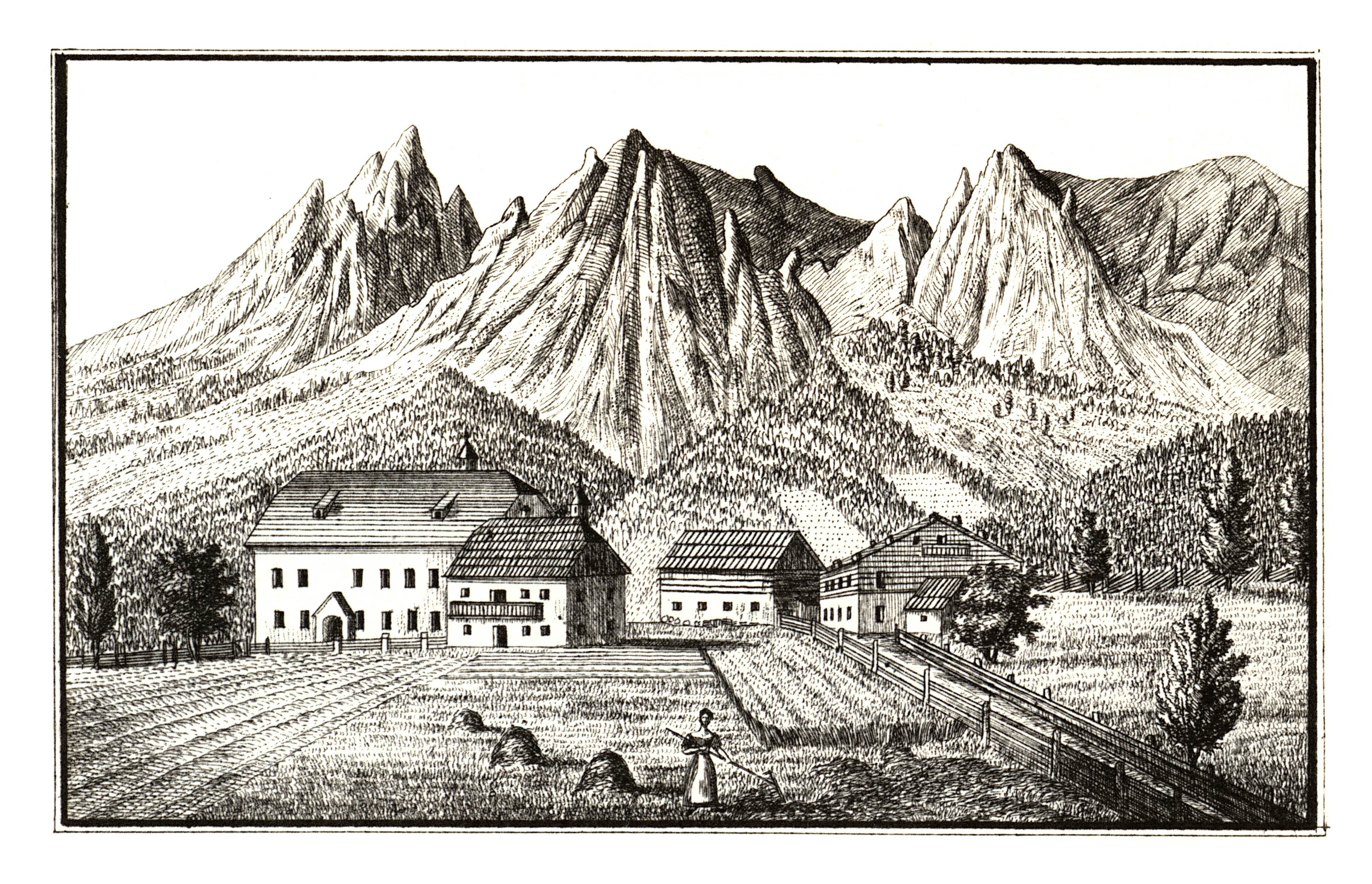
Ramsau mit Blick auf den Dachstein, S. Kölbl, um 1830

Die touristische Erstbesteigung des Hohen Dachsteins erfolgte am 18. Juli 1834 durch Peter Karl Thurwieser, geführt durch die Gebrüder Gappmayr aus Filzmoos und über den Gosau-Gletscher, nachdem zuvor Erzherzog Karl über den Hallstätter Gletscher gescheitert war. Im Zuge dieser Besteigung wurde bereits ein hölzernes Gipfelkreuz errichtet. Diese Erstbesteigung wurde schon zeitgenössisch diskutiert, so soll der Gipfel schon 1819 oder 1823 von Jakob Buchsteiner im Zuge der Landesvermessung bestiegen worden sein. Das gilt aber als Erstbesteigung des Nebengipfels Torstein. 1843 hat Friedrich Simony hier den ersten Klettersteig der Welt errichtet (Randkluftsteig). Am 14. Jänner 1847 hat Simony hier auch die erste Winterbesteigung vorgenommen.
Die erste Kletterroute durch die Südwand des Hohen Dachsteins begingen am 22. September 1909 die beiden Ramsauer Brüder Irg (= Georg) und Franz Steiner. Der Weg wurde damals als Himmelsleiter der Steiner-Buam bezeichnet und ist heute noch als Steinerweg eine beliebte Kletterroute.
Seit 1951 führt von der oberösterreichischen Seite die Dachsteinseilbahn auf den Berg, seit 1969 die Dachstein-Südwandbahn von der steirischen Seite bis in die Nähe des Gipfels.
Die Region Hallstatt-Dachstein/Salzkammergut ist seit 1997 UNESCO-Weltkulturerbe, der Gipfel ist die Grenze von Kern- und Pufferzone.
Der Nordwestliche Teil der Gemeinde Ramsau am Dachstein ist ein Naturschutzgebiet.

## Besteigung

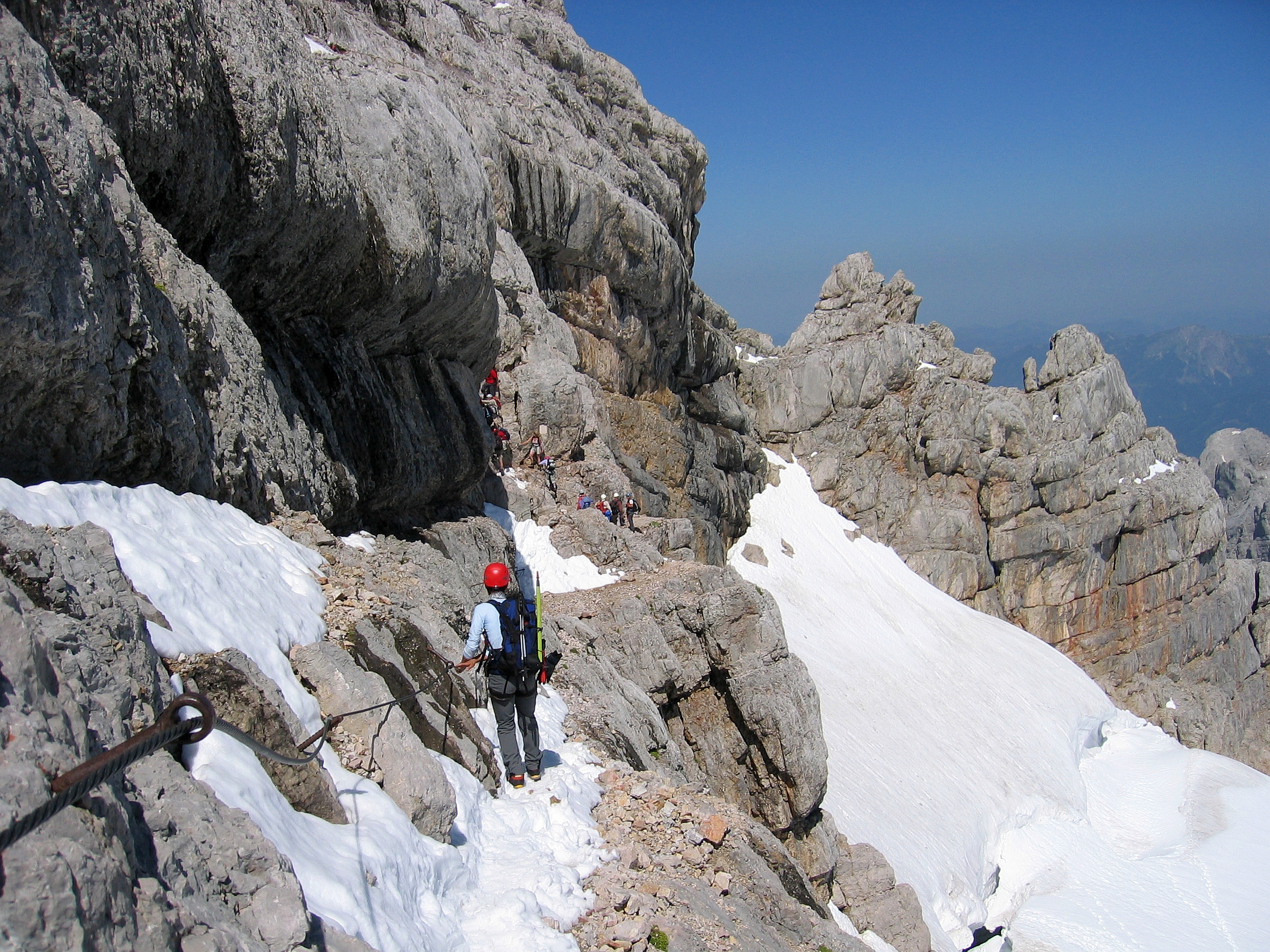
Mecklenburger Band am Schulter-Anstieg kurz vor der Einmündung des Randkluftsteigs

Da der Hauptgipfel des Dachsteins der höchste Gipfel Oberösterreichs und der Steiermark ist, wird dieser von vielen Bergsteigern, im Winter wie im Sommer, besucht. An Tagen mit guten Wetterverhältnissen sind oft über 100 Bergsteiger unterwegs, lange Staus an Schlüsselstellen sind möglich.
Die bekanntesten Aufstiegsrouten sind:
- Schulter-Anstieg (Simonyhütte–Hallstätter Gletscher–Dachsteinwarte–Ostgrat)
- Randkluft-Anstieg (Simonyhütte–Hallstätter Gletscher–Nordostflanke)
- Westgrat (Adamekhütte–Gosaugletscher–Obere Windlucke–Westgrat)

Diese Routen verlangen grundsätzlich alpine Ausrüstung (Gletscherüberquerungen) und Kletterkenntnisse.
Die interessanten Kletterrouten führen vor allem durch die Dachstein-Südwand, eine der klassischen Kletterwände der Alpen. Die bekanntesten davon sind:
- Steinerweg (Hoher Dachstein, klassische Route, V)
- Pichlweg (Hoher Dachstein, klassische Route, IV)

Zum kleinen Gipfel der Dachsteinwarte östlich des Hohen Dachsteins führt der Klettersteig Der Johann, der eine Durchquerung der Dachsteinwarte ermöglicht.
Der Dachstein kann außerdem in der Kombination von drei Klettersteigen bestiegen werden. Dabei werden folgende Klettersteige kombiniert:
- Anna Klettersteig (Schwierigkeit C/D)
- Johann Klettersteig (Schwierigkeit D/E)
- Schulter- oder Randkluftanstieg (Schwierigkeit B und 1)

Der Name der Klettersteige Anna und Johann geht auf die Liebesbeziehung zwischen dem steirischen Prinzen Erzherzog Johann und der Ausseer Postmeistertochter Anna Plochl zurück.
Zusammen ergeben die drei Steige die sogenannte Dachstein Super Ferrata mit ca. neun Stunden Zeitaufwand. Die Route beginnt im Tal vor den Südwänden und endet auf dem Gipfel des Hohen Dachsteines.

## Naturschutz
Der Berg liegt an der Grenze der Kernzone des UNESCO-Welterbegebiets Kulturlandschaft Hallstatt–Dachstein/Salzkammergut und gehört oberösterreichischerseits zum Europa- und Naturschutzgebiet Dachstein (Vogelschutz und FFH-Gebiet), steirischerseits zum  Naturdenkmal Dachsteinsüdwand, Naturschutzgebiet Nordwestlicher Teil der Gemeinde Ramsau am Dachstein und Landschaftsschutzgebiet Dachstein–Salzkammergut.

## Der Hohe Dachstein in Kunst und Literatur
In der steirischen Landeshymne, „Hoch vom Dachstein an“ (kurz: Dachsteinlied), wird in der geografischen Umschreibung der Steiermark von 1844 auf die höchste Erhebung des Bundeslandes Bezug genommen. Die Melodie stammt von Ludwig Carl Seydler, der Text von Jakob Dirnböck.
2010 ließ der chinesische Künstler Ai Weiwei im Zuge des steirischen Kulturfestivals „regionale X“ einen vier Tonnen schweren Felsbrocken auf die Spitze des Dachsteins transportieren. Der Felsblock hatte sich 2008 bei einem schweren Erdbeben in der chinesischen Provinz Sichuan aus einer Felswand gelöst. Für Weiwei ist er Symbol für die Opfer dieses Bebens und den inakzeptablen Umgang der chinesischen Politik mit Katastrophen.